# 日本基督教団摂津三田教会
日本基督教団摂津三田教会（にほんきりすときょうだん せっつさんだきょうかい）は、兵庫県三田市屋敷町7番25号にある日本基督教団の教会。もともとは日本組合基督教会の教会であった。

## 歴史

### 設立
1872年（明治5年）、元三田藩主の九鬼隆義が有馬に避暑に来ていたジェローム・デイヴィスを訪ね、キリスト教・聖書・西洋文化などについて学んだ。これがきっかけとなり、翌1873年（明治6年）夏にはデイヴィスによる三田伝道が行われ、2週間に渡って聖書の講義が行われた。九鬼隆義を始めとした士族が中心になり、1875年（明治8年）7月27日に摂津第三基督公会が設立された。最初の洗礼式の司会者は新島襄で、受洗者は16名であった。参加者は250名で、会場は旧藩主九鬼邸宅（現在の旧九鬼家住宅）の大広間であった。なお新島は同年11月に同志社を立ち上げている。
摂津第三基督公会は、1874年（明治7年）4月19日に設立された摂津第一基督公会（現：日本基督教団神戸教会）、同年5月に設立された摂津第二基督公会（現：日本基督教団大阪教会）に次いで、1875年（明治8年）7月27日に設立された。摂津第一基督公会で最初に洗礼を受けた人物は、大半は三田藩の関係者で慶應義塾出身者であった。
プロテスタント教会としては日本で5番目に教会堂が建築され、1877年（明治10年）9月7日に献堂式が執り行われた。摂津三田教会の三田藩士のほとんどは神戸へ出て、宇治野村英学校、神戸女学院、神戸教会などの関係者となった。
1883年（明治16年）に浪花教会の牧師沢山保羅が有馬温泉で休養した時に、摂津三田教会の沢茂吉牧師から伝道の招聘を受け、同年8月3日より8月5日まで伝道礼拝を行った。沢山による説教で、摂津三田教会にリバイバルが起きた。

### 日本基督教団成立後
戦時下の教会合同により、1941年（昭和16年）6月24日に日本基督教団が成立し、摂津三田教会も日本基督教団へ合流して、日本基督教団摂津三田教会となった。
戦後には1957年（昭和32年）に、摂津三田教会付属の「三田こばと保育園」が三田市初の保育園として開園した。
初代の教会堂については、三田町長を会長とする「摂津三田教会会堂保存会」が結成されて保存活動が行われたが、道路工事による解体と移転を余儀なくされ、1967年（昭和42年）4月に2代目の教会堂が建てられた。1988年（昭和63年）2月に3代目の教会堂が建てられ、1995年（平成7年）9月に4代目の教会堂が建てられた。